# Estudis per a la pau i resolució de conflictes
Els estudis per a la pau i resolució de conflictes és un camp de les ciències socials que identifica i analitza els comportaments violents i no-violents, així com els mecanismes estructurals que influeixen en els conflictes (incloent-hi els conflictes socials), amb la intenció de comprendre dels processos que condueixen a una condició humana més desitjable. Una part d'aquests estudis, els estudis per la pau (irenologia), són un esforç interdisciplinari destinat a la prevenció, la reducció, i la solució dels conflictes per mitjans pacífics, buscant amb això la "victòria" per a totes les parts involucrades en el conflicte. Això contrasta amb els estudis de la guerra (polemologia), que tenen com a objectiu l'assoliment eficient de la victòria en els conflictes, principalment per mitjans violents, amb la satisfacció d'una o més (però no de totes) les parts implicades. Les disciplines implicades poden incloure ciències polítiques, geografia, economia, psicologia, sociologia, relacions internacionals, història, antropologia, ciències religioses, i els estudis de gènere, així com una varietat d'altres. Les subdisciplines més rellevants d'aquests camps, com l'economia de la pau, poden ser considerades també com a pertanyents als estudis per a la pau i resolució de conflictes.